# Willy In 't Ven
Willy In 't Ven (Turnhout, 1 maart 1943)  is een Belgisch voormalig wielrenner, beroeps van 1966 tot en met 1978. Hij is de oudere broer van voormalig wielrenner Paul In 't Ven. 

## Carrière
Zijn carrière begint bij de Mann-Grundig ploeg en daar blijft hij tot 1970. In 1971 maakt hij de overstap naar de Flandria-Mars ploeg en blijft hier één jaar. 
De twee seizoenen daarop maakt In 't Ven deel uit van de Molteni ploeg, waar hij in dienst rijdt van Eddy Merckx.
Van 1974 tot en met 1975 rijdt In 't Ven bij de IJsboerke ploeg. In de nadagen van zijn carrière rijdt hij nog voor de drie ploegen: Gero, Bianchi en Carlos.
In 't Ven rijdt verschillende ereplaatsen bij elkaar in grote klassiekers. Hij is ook te zien in de grote rondes, waar hij niet anoniem meerijdt. Uitschieters op zijn palmares zijn een derde plaats in Luik-Bastenaken-Luik in 1966, winst in de grote prijs d'Isbergues in 1968, winst in de Brabantse Pijl in 1969, winst in de zevende etappe van de Ronde van Spanje in 1970 en een vijfde plaats in het eindklassement. In 1972 behaalde hij een zevende plaats in het Kampioenschap van Zürich. In de nadagen van zijn carrière is In 't Ven winnaar van verschillende koersen in het Belgische circuit. 
In 't Ven zal in totaal vijf keer de Tour de France uitrijden. Eenmaal is In 't Ven dicht bij ritwinst, maar hij wordt in de laatste kilometers de verkeerde kant uitgestuurd. Hij rijdt als meesterknecht in dienst van drie wereldkampioenen: Eddy Merckx, Francesco Moser en Felice Gimondi. 

## Persoonlijk leven
Na zijn carrière wordt In 't Ven eigenaar van een fietsenzaak. Hij blijft actief in klassiekers voor wielertoeristen. 
Zijn broer Paul In 't Ven is twee jaar jonger. Zijn zoon Danny werd eveneens wielrenner.

## Belangrijkste overwinningen
1964
- 1e etappe Ronde van Namen

1968
- GP van Isbergues

1969
- Brabantse Pijl
- 2e etappe deel B Ronde van België (Ploegentijdrit)
- 3e etappe Vierdaagse van Duinkerke
- Omloop van de Vlaamse Scheldeboorden

1970
- 17e etappe Ronde van Spanje

1973
- E3-Prijs Harelbeke

## Resultaten in voornaamste wedstrijden
| Jaar | Ronde van Italië | Ronde van Frankrijk | Ronde van Spanje |
| ---- | ---------------- | ------------------- | ---------------- |
| 1966 |                  | 74e                 |                  |
| 1967 |                  | 51e                 |                  |
| 1968 |                  | 57e                 |                  |
| 1969 |                  | opgave              |                  |
| 1970 |                  | 89e                 | 5e (1)           |
| 1971 |                  |                     | opgave           |
| 1972 |                  | 51e                 |                  |
| 1973 |                  |                     | 41e              |
| 1974 |                  |                     | 31e              |
| 1975 |                  |                     | 37e              |
| 1976 |                  |                     |                  |
| 1977 | 89e              | buiten tijd         |                  |

| Jaar | Milaan-San Remo | Gent-Wevelgem | Ronde van Vlaanderen | Amstel Gold Race | Luik-Bast.‑Luik | Ronde van Lombardije | Waalse Pijl |
| ---- | --------------- | ------------- | -------------------- | ---------------- | --------------- | -------------------- | ----------- |
| 1966 |                 |               |                      |                  | ↑               |                      | 7e          |
| 1967 |                 |               | 88e                  | 19e              |                 |                      | 4e          |
| 1968 |                 | 61e           | 67e                  |                  | 13e             |                      | 13e         |
| 1969 | 52e             | 43e           |                      |                  | 10e             |                      | 21e         |
| 1970 | 66e             |               |                      |                  | 7e              | 14e                  |             |
| 1971 |                 | 56e           | 68e                  |                  |                 |                      | 48e         |
| 1972 |                 |               |                      |                  |                 |                      |             |
| 1973 | 66e             |               | 10e                  |                  | 16e             |                      | 36e         |
| 1974 | 26e             | 35e           | 24e                  |                  |                 |                      | 33e         |
| 1975 |                 |               |                      |                  |                 |                      |             |
| 1976 |                 | 30e           | 26e                  |                  |                 |                      |             |
| 1977 | 113e            |               |                      |                  |                 |                      |             |